# 角宿增三
室女座74，又名BD-05 3714，HD 117675、SAO 139390、HR 5095，是室女座的一颗恒星，视星等为4.69，位于銀經320.78，銀緯55.21，其B1900.0坐标为赤經13h 26m 45.9s，赤緯-5° 55.21′ 22″。